# Kozacki Stan
Kozacki Stan (ros. Казачий стан, niem. Kosakenlager), zwany też Kozackim Obozem – formacja wojskowa Wehrmachtu złożona z Kozaków podczas II wojny światowej.

## Formowanie
W październiku 1942 r. w okupowanym przez Niemców Nowoczerkasku odbył się zjazd kozacki, na którym wybrano Sztab Wojska Dońskiego. Rozpoczął on formowanie kozackich oddziałów wojskowych w składzie Wehrmachtu. Wszyscy Kozacy zdolni do noszenia broni mieli zgłaszać się do punktów werbunkowych, gdzie byli spisywani i kierowani do tworzonych oddziałów. W ich skład weszli głównie byli jeńcy wojenni pochodzenia kozackiego z Armii Czerwonej, a także miejscowi ochotnicy.
Kadrę oficerską w dużej części stanowili oficerowie kozaccy z emigracji, mający prawo używać stopni wojskowych z okresu carskiego lub wojny domowej z bolszewikami. Konie, ubranie oraz wyposażenie i broń białą mieli zorganizować sami, uzbrojenie dostarczali Niemcy. Do oddziałów kozackich zostali skierowani niemieccy oficerowie. Na czele Sztabu Wojska Dońskiego stanął ataman Kozaków dońskich płk. Siergiej W. Pawłow, który przed okupacją pracował jako inżynier w jednym z zakładów przemysłowych Nowoczerkaska. Tworzenie kozackich oddziałów wojskowych w służbie niemieckiej zostało wsparte przez legendarnego atamana gen. Piotra N. Krasnowa.
Od listopada mniejsze oddziały (kompanie, bataliony, szwadrony) zaczęły być łączone w pułki kozackie. W Nowoczerkasku sformowano 1 Doński Pułk Kozacki esauła A. W. Szumkowa i batalion pieszy (płastuński). Nad Donem w stanicy Siniegorskaja utworzono też 1 Siniegorski Atamański Pułk Kozacki starsziny wojskowego Żurawliowa. Nad Terekiem w rejonie Mozdoku został sformowany 1 Wołżański Terski Pułk Kozacki. W stanicy Nowo-Titorowskaja powstał kolejny batalion płastuński starsziny wojskowego M. I. Małowika.

## Wycofanie z ziem kozackich
Kiedy w wyniku ofensywy Armii Czerwonej pokonane wojska niemieckie rozpoczęły odwrót z ziem kozackich na początku stycznia 1943 r., część Kozaków wraz z rodzinami przyłączyła się do nich. Jeszcze 2 stycznia tego roku gen. Ewald von Kleist wydał rozkaz o utworzeniu Sztabu Kaukaskiego dla Ewakuacji Uchodźców, na czele którego stanął komendant garnizonu Piatigorska. Niemcy mieli okazać Kozakom wszelką możliwą pomoc. Do uchodźców z północnego Kaukazu dołączyli wkrótce Kozacy kubańscy na czele z atamanem starsziną wojskowym I. I. Sałomachą, a także Kałmucy. W rezultacie w obozie w Piatigorsku zebrało się ok. 120 tys. osób. Pod ostrzałem sowieckiej artylerii i ataków lotniczych udało się mieszkańców Kaukazu przetransportować drogą morską na Krym. Natomiast Kozacy kubańscy zgrupowali się w obozie zbiorczym w Taganrogu. 20 lutego powstał tam 1 Kubański Pułk Kozacki, którego dowództwo objął starszina wojskowy I. I. Sałomacha.
Z kolei Kozacy dońscy wzięli udział w walkach z nacierającą Armią Czerwoną o Rostów nad Donem i Nowoczerkask. Po odrzuceniu pierwszych ataków sowieckich podczas ciężkich walk 14-21 lutego w rejonie Matwiejewa Kurgana został rozbity 1 Doński Pułk Kozacki. Niemcy i Kozacy zostali zmuszeni do opuszczenia obu miast i odwrotu na zachód. Przeprawiwszy się przez skute lodem Morze Azowskie uchodźcy kozaccy znad Donu przybyli do obozów w Taganrogu i Mariupolu. Organizacją ewakuacji zajmował się utworzony jeszcze pod koniec 1941 r. przy Ministerstwie do spraw Okupowanych Terytoriów Wschodnich Alfreda Rosenberga Zarząd do spraw Kozactwa Donu, Kubania i Tereka na czele z dr. N. Himpelem.
Z polecenia Zarządu płk S. W. Pawłow, otrzymawszy funkcję atamana marszowego, sformował w Kirowohradzie tzw. Kozacki Stan, stanowiący rodzaj taboru wojskowego. Doprowadziło to do protestu 2 atamanów dońskich: płk. I. I. Biełogo i płk. Płatona M. Duchopielnikowa, którzy utworzyli odrębny sztab kozacki. Ponadto powstał również niezależnie od Kozackiego Stanu Sztab Formowania Kozackich Wojsk Kubania, Tereka i Donu na czele z emigrantem płk. G. P. Tarasenką. W grudniu 1942 r. w Mikołajowie odbył się zjazd oficerów kozackich, na którym postanowiono rozformować oba sztaby, a wszystkich uchodźców kozackich podporządkować atamanowi marszowemu płk. S. W. Pawłowowi.
Na przełomie 1942/1943 r. Kozacy skoncentrowali się w rejonie Płoskirowa. Ogółem zgromadziło się ok. 18 tys. osób, w tym kobiety i dzieci. 10 stycznia 1943 r. ruszyli oni w kierunku Lwowa. Po drodze dołączały kolejne grupy uciekających Kozaków. 10 listopada władze III Rzeszy ogłosiły deklarację skierowaną do ludności kozackiej, w której gwarantowały zachowanie praw i zwyczajów kozackich oraz utworzenie państwowości kozackiej na terenach ZSRR zajmowanych przez wojska niemieckie. Inicjatywa została wsparta przez legendarnego atamana Kozaków dońskich gen. Piotra N. Krasnowa.
Kolejnym miejscem rozmieszczenia Kozackiego Stanu były okolice wsi Balino w rejonie Kamieńca Podolskiego. Ofensywa Armii Czerwonej szybko jednak zmusiła Kozaków do przejścia w rejon Przemyśla, a następnie Sandomierza, skąd zawrócili na zachodnią Białoruś. W międzyczasie po utworzeniu 30 marca 1944 r. w Berlinie Głównego Zarządu Wojsk Kozackich na czele z atamanem gen. P.N. Krasnowem płk S.W. Pawłow został jednym z jego zastępców. W czerwcu tego roku Kozacki Stan rozmieszczono na obszarze Baranowicze-Słonim-Jelnia-Stołpce-Nowogródek. Działał tam silny ruch partyzancki, dlatego Kozacy od początku byli zmuszeni prowadzić walki obronne.

## Reorganizacja
Kozacki Stan przeszedł reorganizację, w wyniku której zostało utworzonych jedenaście pułków pieszych, liczących po 1,2 tys. żołnierzy w każdym. Były to: 1 Doński Pułk Kozacki płk. W. A. Łobysewicza, 2 Doński Pułk Kozacki starsziny wojskowego Rusakowa, 3 Doński Pułk Kozacki starsziny wojskowego Żurawliowa, 4 Mieszany Pułk Kozacki starsziny wojskowego Owsiannikowa, 5 Kubański Pułk Kozacki starsziny wojskowego Bondarenki, 6 Kubański Pułk Kozacki płk. Nowikowa, 7 Terski Pułk Kozacki mjr. G.P. Nazykowa, 8 Doński Pułk Kozacki płk. Małowika, 9 Kubański Pułk Kozacki płk. Skomorochowa, 10 Tersko-Stawropolski Pułk Kozacki płk. Masłowa i 11 Mieszany Pułk Kozacki płk. Markiewicza. Każdy pułk składał się z trzech batalionów piastuńskich, baterii moździerzy i baterii artylerii ppanc. 1 i 2 Pułki utworzyły 1 Brygadę płk. Siłkina, 3, 4, 5, 6 i 7 Pułki – 2 Brygadę płk. Wiertepowa, zaś 8, 9, 10 i 11 Pułki – 3 Brygadę płk. Medynskiego (skład poszczególnych brygad stale się zmieniał).
Niemcy przekazali im głównie zdobyczne uzbrojenie pochodzenia sowieckiego ze swoich magazynów wojskowych, a także 20 tys. sortów mundurowych. Przy Kozackim Stanie działała kozacka eparchia duchowna na czele z protojerejem ojcem Wasilijem Grigoriewem. 17 czerwca w zasadzce niemieckiej zginął przypadkowo ataman marszowy płk S. W. Pawłow. Jego następcą został 25 czerwca sotnik Timofiej I. Domanow, mianowany pułkownikiem.

## Polska
Nad Niemnem w rejonie Lubcza doszło do walk oddziałów kozackich z czołowymi wojskami Armii Czerwonej. 5 Kubański Pułk Kozacki dostał się w okrążenie, ale przebiły się do niego niemieckie oddziały Waffen-SS. Ponadto zintensyfikowały się ataki partyzantów sowieckich na cywilów. Wkrótce oddziały partyzanckie zablokowały Kozacki Stan, ale Kozacy przebili się w okolice Grodna. Za walki na dzisiejszej Białorusi płk T.I. Domanow i mjr G.P. Nazykow zostali odznaczeni Żelaznymi Krzyżami 1 klasy.
W lipcu Kozacki Stan przeniesiono na krótko do Prus Wschodnich w rejon Białegostoku. Tam został sformowany 1 Kozaki Pułk Konny. Natomiast piesze pułki zostały zgrupowane w brygadach. Z powodu pogarszającej się sytuacji na froncie 6 lipca została podjęta decyzja o przetransportowaniu Kozaków do północnych Włoch do walki z miejscowymi partyzantami. Część oddziałów kozackich pozostała na ziemiach polskich, biorąc udział w sierpniu-wrześniu w pacyfikacji powstania warszawskiego (sotnia konwojowo-ochronna, batalion 570 Pułku Ochronnego i 5 Kubański Pułk Kozacki płk. Bondarenki). Większość Kozackiego Stanu pociągami przejechała poprzez Katowice-Morawską Ostrawę-Brno-Bratysławę-Wiedeń-Villach do Cremony. Do północnych Włoch na początku września przybyło ogółem ponad 22 tys. Kozaków z ich rodzinami, tabunami koni i bydłem.

## Włochy
Kozacki Stan został operacyjnie podporządkowany Wyższemu Dowódcy SS i policji w Strefie Operacyjnej Regionu Wybrzeża Adriatyku SS-Obergruppenführera Odilowi Globocnikowi. Pod względem administracyjnym podlegał Głównemu Zarządowi Wojsk Kozackich w Berlinie pod kierownictwem atamana gen. P.N. Krasnowa. Kozacki Stan został zreorganizowany, stając się oficjalnie Grupą (Korpusem) Atamana Marszowego w sile dwóch dywizji. 1 Kozacka Dywizja Piesza (Kozacy od 19 do 40 lat) składała się z 1 i 2 Dońskich, 3 Kubańskiego oraz 4 Terskiego Pułku Kozackiego, tworzące 1 Dońską i 2 Mieszaną Brygady Płastuńskie. Ponadto w skład dywizji wchodziła kompania sztabowa, kompania transportowa, szwadron konny, szwadron żandarmerii, kompania łączności i oddział pancerny (2 lekkie samochody pancerne „Donskoj Kazak” i „Ataman Jermak”, zdobyte na partyzantach). 2 Kozacka Dywizja Piesza (Kozacy od 40 do 52 lat) składała się z 5 Mieszanego i 6 Dońskiego Pułku Kozackiego, tworzących 3 Mieszaną Brygadę Płastuńską oraz 3 Zapasowego Pułku Kozackiego, trzech batalionów samoobrony stanicznej (Dońskiego, Kubańskiego i Mieszany) i Oddziału Specjalnego płk. Grekowa, tworzące 4 Mieszaną Brygadę Płastuńską. Ponadto w skład Grupy Atamana Marszowego wchodziły: 1 Kozacki Pułk Konny (sześć szwadronów), Atamański Konwojowy Pułk Konny (pięć szwadronów), 1 Kozacka Szkoła Junkrów, Samodzielne Dywizjony: Oficerski, Żandarmerii i Pieszy Komendancki, a także Specjalna Kozacka Szkoła Spadochroniarsko-Snajperska (Grupa Specjalna „Ataman”), zamaskowana jako szkoła samochodowa.
Uzbrojenie składało się z ok. 900 ręcznych i ciężkich karabinów maszynowych różnego pochodzenia, 95 średnich i ciężkich moździerzy głównie pochodzenia sowieckiego i niemieckiego, ponad 30 działek ppanc. 45 mm pochodzenia sowieckiego i 4 lekkich dział polowych 76,2 mm pochodzenia sowieckiego. Kozacy posiadali też panzerfausty i granatniki pochodzenia brytyjskiego. Kozacy stworzyli w północnych Włoszech własny organizm administracyjny ze „stolicą” w miasteczku Tolmezzo, w którym funkcjonowały przedszkola i szkoły, korpus kadetów, szkoła junkrów, ośrodki zdrowia, warsztaty rzemieślnicze, sklepy, instytucje kulturalne (Muzeum Kozackie, Teatr Wojskowy), wydawnictwa (pismo „Kazaczja ziemla”), bank itd. Powołano kozacki krąg oficerski. Działały ośrodki religijne. Starano się utrzymywać dobre stosunki z miejscową ludnością włoską. Z powodu silnego zagrożenia partyzanckiego, a także zrzucania przez Sowietów spadochroniarzy – wywiadowców i dywersantów, w każdej stanicy sformowano oddziały samoobrony spośród mężczyzn mogących nosić broń. Nieliczni Kozacy zbiegli do włoskich partyzantów. Na jesieni 1944 r. utworzono z nich Batalion „Stalin” w składzie Brygady Partyzanckiej „Guido Picelli”.
Działalność konsolidacyjną zmierzającą do podporządkowania się Siłom Zbrojnym Komitetu Wyzwolenia Narodów Rosji prowadzili wśród wojskowych Kozackiego Stanu wysłannicy gen. Andrieja A. Własowa. Wspierali go w tym atamani Kozaków dońskich i kubańskich gen. Wiaczesław G. Naumienko i gen. Grigorij W. Tatarkin. 28 marca 1945 r. głównodowodzący Siłami Zbrojnymi KONR wydał rozkaz dotyczący utworzenia Rady Wojsk Kozackich. W tym czasie do Kozackiego Stanu przybył płk A. M. Boczarow jako emisariusz gen. A.A. Własowa. W celu przeciwstawienia się propagandzie „własowskiej” Kozaków odwiedził też główny zwolennik niezależności kozackiej gen. P.N. Krasnow. Doprowadził do utworzenia szkoły propagandowej, której absolwenci propagowali wśród Kozaków idee samodzielności i powołania tzw. Kazakii. Pomimo tych działań część Kozaków kubańskich na czele z gen. W.G. Naumienko postanowiła przyłączyć się do Sił Zbrojnych KONR, w rezultacie czego od Kozackiego Stanu odeszło ok. 200 wojskowych z rodzinami.
Pod koniec kwietnia 1945 r. do dowództwa Kozackiego Stanu przybyło 3 włoskich oficerów partyzanckich, przedstawiając ultimatum związane z żądaniem odejścia z terytorium Włoch, po wcześniejszym zdaniu uzbrojenia. Kozacy postanowili jednak przedostać się z bronią w ręku do południowej Austrii w celu poddania się wojskom alianckim. W rezultacie rozpoczęły się coraz liczniejsze ataki partyzantów na oddziały Kozackiego Stanu. 30 kwietnia głównodowodzący miejscowymi wojskami niemieckimi wydał rozkaz o zawieszeniu broni. 2 maja miała nastąpić kapitulacja. Dowództwo Kozackiego Stanu postanowiło tego dnia rozpocząć odwrót z północnych Włoch. Jednakże wszystkie miejsca dyslokacji kozackich oddziałów wojskowych zostały okrążone przez partyzantów. W tej sytuacji ataman gen. T. I. Domanow zawiadomił dowództwo partyzanckie, że w nocy z 2 na 3 maja rozpocznie się ewakuacja Kozackiego Stanu. Po uzyskaniu zgody jako pierwsze ruszyły oddziały Kozaków dońskich, następnie Kozaków kubańskich, potem uchodźcy cywilni z końmi, bydłem itp., a na końcu ubezpieczały marsz oddziały Kozaków terskich. Odbywał się on przez Alpy w ciężkich warunkach pogodowych. 3 Kozacki Pułk Zapasowy płk. Łobasewicza został jednak okrążony przez partyzantów, po czym zmuszono go do kapitulacji. Wieczorem 7 maja ostatnie oddziały kozackie przekroczyły granicę włosko-austriacką. Kozacy rozłożyli się w dolinie rzeki Drawa pomiędzy miastami Lienz i Oberdrauburg. Dowództwo Kozackiego Stanu wysłało parlamentarzystów naprzeciw nadciągającym wojskom brytyjskim. Kapitulację formacji przyjął dowódca 36 Brygady Piechoty Zmotoryzowanej.

## Po kapitulacji
Kozacy zostali zgrupowani w północnej części miasta Lienz i okolicy. Pierwszego dnia niewoli zostało zdane uzbrojenie, ale – po protestach – zachowano broń osobistą dla oficerów i po 1 karabinie na 10 Kozaków. Do miejsca przebywania Kozackiego Stanu przedostały się z Chorwacji oddziały XV Kozackiego Korpusu Kawalerii SS gen. Helmutha von Pannwitza, a następnie oddziały Rezerwy Wojsk Kozackich pod dowództwem atamana gen. Andrieja G. Szkuro. Pod koniec maja łączna liczebność Kozackiego Stanu wynosiła 31,5 tys. ludzi, w tym: ok. 600 działaczy kozackich, ponad 17 tys. oficerów, podoficerów i szeregowych, ok. 6,3 tys. nieuzbrojonych (z powodu wieku lub choroby), ok. 4,2 tys. kobiet, ok. 2,1 tys. dzieci w wieku do 14 lat i ok. 350 dzieci w wieku od 14 do 17 lat. Ponad 1,4 tys. Kozaków była emigrantami, zaś pozostali byłymi obywatelami ZSRR.
Brytyjska komendantura zawiadomiła Kozaków, że biali emigranci porewolucyjni mogą zalegalizować swoje położenie, ale skorzystał z tego jedynie gen. I. A. Poliakow. Losy pozostałych zostały ustalone w wyniku uzgodnień dokonanych pomiędzy tzw. „Wielką Trójką”, czyli Wielką Brytanią, USA i ZSRR. 28 maja oficerowie Kozackiego Stanu, a także działaczy kozaccy, zostali zaproszeni na „konferencję”, po czym aresztowano ich. Prawie 70% spośród nich było emigrantami, nigdy nie posiadającymi sowieckiego obywatelstwa. 1 czerwca Brytyjczycy przekazali ich funkcjonariuszom SMIERSZa. Tego samego dnia brytyjscy żołnierze z bronią w ręku z powodu silnego oporu przekazali też resztę Kozaków, w tym osoby cywilne. Po przybyciu do ZSRR wielu oficerów Kozackiego Stanu zostało rozstrzelanych bez sądu, zaś pozostałych skazano z reguły na kary 25 lat łagrów. Niewielu z Kozaków udało się dotrwać do ogłoszenia amnestii w 1955 r. W poł. stycznia 1947 r. sowiecka prasa poinformowała o straceniu przez powieszenie przywódców kozackich: gen. P.N. Krasnowa, gen. A.G. Szkuro, gen. T.I. Domanowa, płk. Siemiona N. Krasnowa, a także dowódcy tzw. Dywizji Kaukaskiej gen. Sułtana Girej-Kłycza.